# زاویته
زاویته (به عربی: زاویتة) یک منطقهٔ مسکونی در عراق است که در کردستان واقع شده‌است. نام این منطقه از زبان سریانی، به معنی «گوشه»  آمده است.